# Бой при Монте-Пеладо
Бой при Монте-Пеладо (исп. Monte Pelado) — один из первых боёв гражданской войны в Испании, ставший известным благодаря участию в нём итальянских добровольцев-республиканцев батальона имени Маттеотти. 28 августе 1936 года итальянцы и испанские анархисты штурмом захватили позицию мятежников при Монте-Пеладо, недалеко от Уэски.

## Планы и силы сторон
Монте-Пеладо в Арагоне, между Уэской и Альмудеваром, после начала мятежа военных стал местом расположения их позиции и сосредоточения там более пятисот националистов. Каталония и восточная часть Арагона остались лоялными Республике.
В столице Каталонии Барселоне стали формироваться колонны добровольцев для борьбы с мятежниками, многие из которых направлялись в Арагон, чтобы поддержать местных республиканцев. Четыре колонны («Ленин», «Карл Маркс», «Аскасо» и «Лос-Агилучос») были отправлены в Уэску, а остальные — в направлении Сарагосы и Теруэля.
Колонна «Аскасо» была одной из первых, сформированных в Барселоне, и состояла из большого контингента итальянских добровольцев (батальон имени Маттеотти), в основном из эмигрантов, противников фашистского режима Муссолини, возглавляемых известным лидером Итальянской республиканской партии Марио Анджелони. Группа была пополнена каталонскими анархистами и коммунистами-антисталинистами из ПОУМ. Вскоре колонны подошли к Уэске, и была предпринята попытка осадить город, начав подступ с юго-запада.
Позиция националистов на горе Монте-Пеладо была обнесена стеной из лежащих на земле брёвен и усилена 6 пулемётами и 3 небольшими орудиями.

## Бой и результаты
28 августа, в 12 часов, к горе прибыла республиканская колонна в составе около 1200 итальянцев и 860 испанцев, в сопровождении 3 «тизнаос» (самодельных бронированных машин), и имевшая более 10 орудий.
В половине первого началась атака. В течение полутора часов республиканцы атаковали позицию противника, неся тяжёлые потери. Один «тизнао» был уничтожен, другой повреждён, многие ополченцы-милисианос получили ранения, но националисты держались. Только благодаря обстрелу из орудий, в результате которого погибли практически все её защитники, позиция была взята. Последние 40 выживших укрылись в лагере, продолжили сопротивление, но затем сдались. 10 пленных были расстреляны.
Республиканская сторона также понесла значительные потери, включая самого командира итальянского батальона, Марио Анджелони.
Однако завоевание Монте-Пеладо не привело к взятию Уэски.